# Уфут-фьорд
Уфут-фьорд (норв. Ofotfjorden) — узкий залив в Норвежском море в 200 км севернее Полярного круга. Является 12-м по длине фьордом в Норвегии, длиной 78 км, и 18-м по глубине — максимальная глубина 553 метра. Вдоль берегов этого фьорда расположен крупный город Нарвик. Этот фьорд в английском языке и многих исторических документах обычно называется «Нарвик фьорд».

## География
Фьорд является самым длинным в фюльке Нурланн и 4-м по длине в Северной Норвегии. Коммуны Хьельсунн и Эвенес расположены на северном берегу, Нарвик — на восточной, лежащей глубоко внутри части фьорда, коммуна Балланген — на южном берегу. Лёдинген и Вестфьорд расположены на западе-юго-западе от Уфут-фьорда.

## Ответвления фьорда
Несколько небольших ответвлений фьорда отделяются от основного фьорда. С северо-запада, по часовой стрелке, такие как: Рамсунн (узкий пролив соединяющийся с крупным Хьельсуннетом), Боген (довольно широкий залив), Херьянген (самый широкий из ответвлений), Румбакен (трасса Е6 пересекает его по мосту Румбак), Бейсфьорд (трасса Е6 пересекает его по мосту Бейсфьорд), Скьомен (самый длинный из ответвлений, пересекается трассой Е6 по мосту Скьомен) и Балланген. В устье Уфут-фьорда, на южной стороне, находится другой фьорд, узкий Эфьорд, который простирается к юго-востоку (трасса Е6 пересекает его по мосту Эфьорд).

## Фауна
Уфут-фьорд имеет богатую морскую фауну, с огромным количеством сельди, зимующей во фьорде, что привлекает сюда косаток. Воды фьорда являются самым северным местом обитания омаров. Наиболее распространённый вид рыбы, встречающийся здесь в течение всего года — треска, в частности сайда. Макрель встречается с июля по середину сентября. Сейчас в окрестностях фьорда широко распространены орланы-белохвосты и выдры. Чайки встречающийся здесь в течение всего года, летом прибывают много мигрирующих птиц, особенно таких как кулики и серые цапли.

## Окрестности
Фьорд окружён горами высотой до 1500 м, и даже 1700 м в Скьомене, где расположен ледник Фростисен (норв. Frostisen). На северном берегу вокруг аэропорта Харстад/Нарвик расположена большая низменность, несколько небольших низменностей имеется возле фьорда и в узких долинах (например, полуостров Нарвик, где расположены гавани и центр города Нарвик). Горы до высоты 500 м покрыты лесами, самым распространённым деревом является берёза, также широко встречаются сосны и осины. Почва вокруг фьорда в основном состоит из двух твёрдых минералов, гнейса и гранита, а также мягкого известняка. В Баллангене находится доломитовый карьер.

## Морские битвы
В Битве при Нарвике во Второй мировой войне, Уфут-фьорд являлся местом действия нескольких битв, поэтому на его дне, особенно в бухте Нарвика, покоится много кораблей. Затопленный немецкий миноносец «Georg Thiele» до сих пор остается видимым с железной дороги между станциями Страумснес и Румбак. Эти места очень популярны для погружений. Однако, некоторые из этих затопленных кораблей являются памятниками войны и, следовательно, находятся под защитой закона.